# Stjärnarps säteri
Stjärnarps säteri (eller Stjernarp, alternativt Stiernarp) är en herrgård i Eldsberga socken, Tönnersjö härad, Hallands län. Förr fanns även kvarn, tegelbruk och bränneri vid godset. År 1921 brann alla Stjernarps ekonomibyggnader ned. 

## Historia
Grundläggaren av Stjärnarp var drottning Kristinas gunstling, hovrådet Johan Silfverstjerna, som 1651 köpte Klastrup, som det då hette. Sedan Klastrup 1653 ödelagts genom åskeld, anlade han en ny huvudgård i närheten av den förra och gav den namnet Stjernerup, sedermera Stjernarp. Hans dotter Helena, gift med landsdomaren Peter Duréel, sålde Stjärnarp 1686 till sin svåger. Genom gifte övergick gården därefter till släkten Cederkrantz, som 1806 sålde den till friherre Jakob Kjell Bennet, som dock redan 1808 avyttrade den till Peter Möller på Skottorp. År 1813 köptes det av kommerserådet Anders Jöran Hammar, som uppförde den nuvarande huvudbyggnaden samt anlade de sedermera försålda avelsgårdarna Andersfelt och Fladje. Därefter gick gården genom flera händer och såldes 1851, sedan även säteriet Alslöv frånsålts, till kammarherren friherre David Erik Stierncrona (1820-1900). Han erhöll året efter rättighet att överflytta fideikommissrätten från Åkeshovs slott i Bromma socken i Uppland till Stjärnarp. Fideikommisset avvecklades 1927 då den siste fidiekommissarien avlidit ogift, och godset övergick som vanligt arv till hans systrar som samma år sålde godset till den äldsta systerns dotterson friherre Carl-Magnus Hermelin. Genom arv är Stjärnarp numera i familjen Hamiltons ägo.
Fram till 1981 samdrevs gårdarna Stjernarp, Brunskog och Krontorp. 1981 styckades Krontorp av till Louise Hemelin. 2010 byttes 75 hektar åker och skog mot åker på Magnilund och skog i Enslöv. Gården börjar bli starkt påverkad av Halmstad kommun och dess utbyggnad av avfallshantering och industriområden. Jorden brukas av GodsGrannarna, samägt bolag med Sperlingsholm.

### Fotnoter
1. ↑  Stjernarps historia